# Phyllogomphoides bifasciatus
Phyllogomphoides bifasciatus là loài chuồn chuồn trong họ Gomphidae. Loài này được Hagen in Selys mô tả khoa học đầu tiên năm 1878.